# Adele Bloesch-Stöcker
Adele Bloesch-Chinchard (née le 21 juin 1875 à Gummersbach, Allemagne, morte le 10 septembre 1978 à Winterthur, Suisse) est une violoniste et compositrice suisse-allemande.

## Biographie
En tant que violoniste elle joue à Cologne, Leipzig, Berlin et Berne sous la direction de Fritz Brun et Othmar Schoeck. En 1909, elle épouse l'auteur et bibliothécaire suisse Hans Bloesch (1878-1945),. Fritz Brun lui consacre ses 1. Sonates pour violon.
Bloesch-Chinchard appartient aux membres fondateurs de l'orchestre de chambre bernois en 1920
En 1928, elle est chargée de la conception musicale de la l'Exposition sur le travail des femmes en Suisse (SAFFA). Elle compose la valse SAFFA et dirige l'orchestre de femme durant l'exposition. 
Après avoir mis un terme à sa carrière de virtuose pour des raisons de santé, elle débute dans la composition. En 1935, est publié son unique Concerto pour Violon et Orchestre en mi Mineur, qui est joué sous sa direction en 1935 et 1936, à Berthoud Berne, avec la soliste Marguerite de Siebenthal.
Adele Bloesch-Chinchard qu'elle rencontre à Cologne et Leipzig publie en 1973 Souvenirs de Max Reger.  